# Фрейшеда-ду-Торран
Фрейшеда-ду-Торран (порт. Freixeda do Torrão)  —  район (фрегезия) в Португалии,  входит в округ Гуарда. Является составной частью муниципалитета  Фигейра-де-Каштелу-Родригу. По старому административному делению входил в провинцию Бейра-Алта. Входит в экономико-статистический  субрегион Бейра-Интериор-Норте, который входит в Центральный регион. Население составляет 262 человек на 2011 год. Занимает площадь 23,51 км².